# シックスウェイズ・スタジアム
シックスウェイズ・スタジアム（Sixways Stadium）は、イングランド、ウスターシャー、ウスターにあるスタジアム。ラグビーユニオンのウスター・ウォリアーズがホームスタジアムとして使用している。収容人数は12,068人。

## 概要
1975年オープンのスタジアム。2006年夏にシートを追加。
同年9月21日、区議会がスタジアム改修費用として￡23 millionを投資。
ノース・スタンドを改築して収容人数13,200人へと増やす計画。
さらには、スイミングプール、ラケットクラブ、練習場や試合日の交通渋滞を緩和させるためのパークアンドライドの建設も、
そして、スタンドに関しては、最終的に20,000人収容まで増やす計画。